# Епишево-2
Епишево-2 — деревня в Смоленской области России, в Рославльском районе. Расположена в южной части области в 26 км к юго-востоку от Рославля, в 8 км к западу от автодороги Р120 Орёл — граница с Республикой Беларусь, в 3 км к северо-западу от границы с Брянской областью. Население — 75 жителей (2007 год). Административный центр Епишевского сельского поселения.

## Достопримечательности
- Памятник архитектуры: Церковь Николая Чудотворца, 1800 г.
- Родина писателя В. Ф. Шурыгина, и геройски погибшего в первые дни Великой Отечественной войны, комкора С. М. Кондрусева
- Городище 1-го тысячелетия до н. э.